# Thriambus bridwelli
Thriambus bridwelli är en insektsart som först beskrevs av Frederick Arthur Godfrey Muir 1920.  Thriambus bridwelli ingår i släktet Thriambus och familjen sporrstritar. Inga underarter finns listade i Catalogue of Life.